# Pacific Blue
Pacific Blue è una serie televisiva statunitense trasmessa in patria dal 2 marzo 1996 al 9 aprile 2000 in cinque stagioni per complessivi 101 episodi e centrata su una squadra di agenti in bicicletta del Dipartimento di Polizia di Santa Monica (California), impegnata specialmente nel pattugliamento della zona balneare della città. La serie è stata definita "Baywatch in bicicletta"; ha goduto di un grande successo specialmente tra il pubblico giovanile ed è stata trasmessa in Francia, Germania, Italia, Svezia, Norvegia, Israele e in altri Paesi.

## Trama
All'inizio la squadra è composta da Tony Palermo, Cory McNamara, Victor del Toro, Chris Kelly e Wendle Terence "T.C." Callaway. Alla fine della terza serie Victor e Tony lasciano la serie: Victor viene licenziato dopo l'uccisione della fidanzata e riappare in un episodio della quarta serie, morendo alla fine dello stesso, mentre Tony decide di andare in pensione dopo che un'amica della figlia Jesse (scambiata per quest'ultima) rischia di essere uccisa da alcuni criminali con cui Palermo ha avuto a che fare in passato.
All'inizio della quarta serie entrano nel cast quattro nuovi protagonisti: Jamie Strickland, Russ Granger, Bobby Cruz e Monica Harper, mentre nella quinta stagione lascerà la squadra Chris Kelly, che accetterà un nuovo incarico, ponendo fine anche al suo matrimonio con T.C.

## Episodi
| Stagione         | Episodi | Prima TV Usa | Prima TV Italia |
| ---------------- | ------- | ------------ | --------------- |
| Prima stagione   | 13      | 1996         | 1997            |
| Seconda stagione | 22      | 1996-1997    |                 |
| Terza stagione   | 22      | 1997-1998    |                 |
| Quarta stagione  | 22      | 1998-1999    |                 |
| Quinta stagione  | 22      | 1999-2000    |                 |

## Produzione
La serie è stata creata da Bill Nuss, con produttori esecutivi Gary Nardino e lo stesso Bill Nuss,  divenuto poi unico produttore dopo la morte di Nardino nel 1998. I co-produttori includono Alan Mruvka, Marlyn Vance, Rick Filon, Richard C. Okie e John B. Moranville.
La serie è stata girata a Santa Monica, Venice, Redondo Beach e Seal Beach in California, , tranne due episodi del 1998 girati alle Hawaii.
Le mountain bike in dotazione al corpo di polizia sono Trek modello Y, in carbonio, con schema U.R.T. (unified rear triangle), con ruote a razze Spinergy Rew-X in carbonio, freni V-brake. Inoltre appaiono anche mountain bike Proflex modelli Beast e 757.
Da segnalare l'apparizione in alcune puntate di Hans Rey, famoso funambolo delle due ruote, specializzato in trial.
La serie ha anche avuto un crossover con Baywatch: in un episodio appare infatti il personaggio della guardaspiaggia Lani McKenzie, interpretata da Carmen Electra.